# Mohammed az-Zarouk Rajab
Mohammed az-Zarouk Rajab (arabe : محمد الزروق رجب) (né en 1940) est un ancien homme d’État libyen, secrétaire général du Congrès général du peuple, soit chef de l'État de la Jamahiriya arabe libyenne, de 1981 à 1984.

## Biographie
Radschab a été secrétaire général du Congrès général du peuple du 7 janvier 1981 au 15 février 1984, chef de jure de l'État libyen. Du 16 février 1984 au 3 mars 1986, il était toujours Premier ministre de la Libye. Auparavant, il était depuis 1976 ministre des Finances du pays.